# 平山秀雄
平山 秀雄（ひらやま ひでお、Hideo Hirayama 1873年1月19日 - 1952年6月4日）は、香川県出身の実業家。平山秀山堂代表取締役。全国正札・レッテル組合連合会会長。

## 来歴
- 父、平山善十郎(次男)の二男。長兄であった巻太郎死去のため5代当主となる。少年期香川塾で漢学を習う。1896年シタダシレッテルの製造販売を始める。「シタダシレッテル」は、正札(値札)のことで、はじめは切手のように裏にアラビア糊がついていて、舌で舐めて貼り付けるタイプだった。全国や海外にも出荷した。1941年全国正札・レッテル組合連合会会長。1942年平山秀山堂を創立。印刷工場は、池の端2丁目の根津よりの不忍通り沿いにあった。享年80。号、翠竹。

墓は、谷中霊園甲8号11側。「平山家之墓」。「顕徳院秀山道叡大居士」。横書きの顕彰碑がある。

## 家族・親族
- 三男：平山善司（学校法人中央学院理事長）
- 義弟：川島正次郎（自民党副総裁　専修大学総長　千葉工業大学理事長）
- 孫：平山秀善（ノーネスチャンネル代表執行役兼ＣＥＯ）